# Преживети Београд
Преживети Београд српска је хумористичко-драмска телевизијска серија чији је творац Ђорђе Милосављевић која се емитовала од 12. октобра 2019. до 27. јуна 2020 године на каналу РТВ Пинк.

## Радња
Ово је прича о младим људима и њиховим амбицијама, о придошлицама и староседеоцима Београда, о нади и чежњи, успонима и падовима.
Радња серије је савремена и смештена у српску престоницу. Главни ток приче прати судбине 4 главне јунакиње тј. студенткиње: Невена, Ружица и Марина из различитих крајева Србије долазе на студије у главни град. Људмила је Београђанка. Игром случаја, у неком моменту, свима ће им београдски дом бити једна соба студењака. Ту креће њихово познанство.
Пролазећи кроз најразличитије ситуације које ће им студентски живот у велеграду донети, девојке ће  једна другој постати пријатељи за сва времена.
Како прича буде одмицала, упознајемо шаролику галерију ликова који окружују 4 главне јунакиње, док у другом плану, паралелно са главним током, прича серије прати породице наших јунакиња и њихове појединачне судбине. Свака од девојака је нераскидиво везана за дом, па ће тако делиће своје приватности донети у свој нови, студентски живот.
Један од протагониста у причи постаје и сам град Београд: он ће им свима заправо кројити судбину. Пратећи животе девојака, серија ће нам приближити и дочарати њихову перцепцију и доживљај Београда, града који постаје дом свакоме ко жели да живи, ради и пронађе своје место под сунцем велеграда.
Не истичући у први план негативне друштвене појаве већ лепоту и полет младих дана, Преживети Београд има тенденцију да буде питка, позитивна прича о младим људима у великом граду, њиховим надама, сновима и перспективама. 

## Главне улоге
| Глумац:                  | Улога:  |
| ------------------------ | ------- |
| Нина Нешковић            | Ружица  |
| Тамара Шустић            | Невена  |
| Ленка Петровић Ана Вучић | Људмила |
| Бојана Стојковић         | Марина  |
| Дејан Максимовић         | Жанко   |
| Никола Шурбановић        | Стеван  |
| Немања Рафаиловић        | Јаблан  |
| Лазар Николић            | Коки    |

## Споредне улоге
| Игор Ђорђевић        | Гаги                 |
| Милена Павловић      | Божица               |
| Милош Ђорђевић       | Ранко                |
| Исидора Минић        | Стамена              |
| Анастасија Мандић    | Станислава           |
| Тихомир Станић       | Гаја                 |
| Бранка Шелић         | Велинка              |
| Борис Пинговић       | Војин                |
| Небојша Миловановић  | Вита                 |
| Мира Бањац           | баба Роса            |
| Никола Булатовић     | Богдан               |
| Бранко Јанковић      | портир Војо          |
| Радош Бајић          | деда Благоје         |
| Александар Срећковић | Миладин              |
| Славиша Чуровић      | Горун                |
| Дара Џокић           | Борка                |
| Јована Миловановић   | Соња                 |
| Дејан Тончић         | Милан Вјештица       |
| Матеја Поповић       | асистент Синиша      |
| Ђорђе Живадиновић    | Саша                 |
| Драган Вујић         | пролазник са пудлама |
| Стефан Вукић         | Џони                 |
| Нела Михаиловић      | Живана               |
| Мирјана Ђурђевић     | Бранка               |
| Ненад Хераковић      |                      |
| Зорана Бећић         | Данијела             |
| Дамјан Кецојевић     | Раде                 |
| Ивана Аџић           | Дејана               |
| Наташа Марковић      | Маринина мајка       |
| Андреј Шепетковски   | Маринин отац         |
| Јелица Ковачевић     | адвокатица           |
| Данило Вечански      | мали Браца           |
| Сава Стојановић      | Данијелин син        |
| Ана Вучић            | доцимерка            |
| Мина Милићевић       | доцимерка            |
| Наташа Јанковић      | доценткиња           |
| Дафина Достанић      | шалтеруша            |
| Маја Колунџија       | докторка             |
| Мина Петровић        | глумица              |
| Милица Мишић         | глумица              |
| Мина Обрадовић       | глумица              |
| Игор Бојовић         | портир на ФДУ        |
| Владимир Керкез      | Бранкин муж          |
| Горан Милић          | професор на ПМФ      |
| Владимир Максимовић  | саобраћајац          |
| Марко Радојевић      | доцимер              |
| Стеван Узелац        | доцимер              |
| Миодраг Милованов    | пензионер            |
| Ивица Тодоровић      | молер                |
| Фуад Табучић         | молер                |
| Јована Цавнић        | новинарка            |
| Ана Симоновић        | Маринина тетка       |
| Миа Јовановић        | Јована               |
| Виктор Вујић         | Илегалац             |
| Владимир Кукољ       | Кувар                |

## Епизоде
| Сезона | Сезона | Епизоде | Епизоде | Оригинално емитовање | Оригинално емитовање |
| Сезона | Сезона | Епизоде | Епизоде | Премијера            | Финале               |
| ------ | ------ | ------- | ------- | -------------------- | -------------------- |
|        | 1.     | 38      | 38      | 12. октобар 2019.    | 27. јун 2020.        |